# Abancay
Abancay és una ciutat del sud del Perú que és la capital de la Regió d'Apurímac. El gironí Enric Pèlach i Feliu (Anglès, 3 d'octubre de 1917 - Abancay, 19 de juliol de 2007), fou bisbe d'aquesta ciutat des del 21 de juliol de 1968 fins al 1992, quan s'hagué de retirar per raons d'edat.